# Triptolemma
Triptolemma is een geslacht van sponsdieren uit de klasse van de Demospongiae (gewone sponzen). 

## Soorten
- Triptolemma cladosum (Sollas, 1888)
- Triptolemma endolithicum van Soest, 2009
- Triptolemma incertum (Kirkpatrick, 1903)
- Triptolemma intextum (Carter, 1876)
- Triptolemma simplex (Sarà, 1959)
- Triptolemma strongylata Bertolino, Pica, Bavestrello, Iwasaki & Calcinai, 2011